# Монтовани
Монтовани (итал. Mantovani) је насељено место у Истарској жупанији, Република Хрватска. Административно је у саставу општине Пићан.

## Географија
Насељље се налази источном делу Истре 13 км југоисточно од Пазина и 5 км југозападно од средишта општине Пићан.

## Историја
До територијалне реорганизације у Хрватској налазило се у саставу старе општине Лабин.

## Становништво
Према попису становништва из 2011. године у насељу Монтовани било је 135 становника који су живели у 48 породичних домаћинстава.
Кретање броја становника по пописима 1857—2001.
| година пописа   | 1857. | 1869. | 1880. | 1890. | 1900. | 1910. | 1921. | 1931. | 1948. | 1953. | 1961. | 1971. | 1981. | 1991. | 2001. | 2011. |
| Број становника | 0     | 0     | 238   | 249   | 273   | 306   | 0     | 0     | 321   | 307   | 272   | 239   | 193   | 172   | 141   | 135   |

Напомена: У 1857. 1869. 1921. i 1931. подаци су садржани у насељу Пићан, као и део података 1880. Од 1880. до 1910. исказивано под именом Форназари. Од 1880. до 1910. и у 1948. исказивано као део насеља.